# Михайловськ (Кіясовський район)
Миха́йловськ (рос. Михайловск, удм. Михайловск) — присілок у складі Кіясовського району Удмуртії, Росія.
Населення — 7 осіб (2010; 12 у 2002).
Національний склад:
- росіяни — 100 %

До 2004 року присілок мав статус селища, в радянські часи називався Михайловський.